# GOC
GOC (voorheen Kenniscentrum GOC) is een Nederlandse organisatie die belast is met het opstellen van doelstellingen (competenties) en lesprogramma's voor het middelbaar beroepsonderwijs in het kader van de Wet educatie beroepsvorming (WEB). GOC richt zich met name op opleidingen voor de grafische sector.
GOC is de brancheorganisatie in de Grafimedia. Het bevordert de kwaliteit van het beroepsonderwijs en het leren in de praktijk. Verder verricht het arbeidsmarktonderzoek en geeft op basis daarvan advies aan sociale partners. In opdracht van deze sociale partners in deze branche ondersteunt het ondernemers bij hun personeelsbeleid en medewerkers in hun loopbaan. 
Daarnaast biedt GOC vele cursussen aan in een eigen trainingscentrum te Veenendaal, in-company of via e-learning. Een groot deel van de activiteiten voert het uit in opdracht van de sociale partners: KVGO, NDP, FNV-KIEM en CNV-media. 
GOC werkt onder andere voor: grafische sector, copy/printbedrijven, multimedia, reclame/ontwerp/communicatie, audiovisuele sector, theaterwereld en uitgevers.